# A Kind of Magic (пісня)
«A Kind of Magic» (укр. «Неначе чари») — пісня і сингл британського рок-гурту «Queen» та титульний трек однойменного альбому «A Kind of Magic» 1986 року. Її написав барабанщик гурту Роджер Тейлор спеціально для фільму «Горець». Сингл посів 3-ю позицію у чарті Великої Британії («UK Singles Chart»), потрапив до «Топ-10» у низці європейських країн і посів 42-гу позицію в американському чарті «Billboard Hot 100». Пісня стала першим треком альбомів-збірок гурту «Greatest Hits II» та «Classic Queen».

## Запис пісні

### «Горець»
Роджер Тейлор написав пісню «A Kind of Magic» спеціально для фільму «Горець». Назву пісні запозичено зі слів головного героя фільму «Горець» — Коннора Маклауда, якими той описав своє безсмертя. Роджеру Тейлору настільки сподобався вислів «a kind of magic», що він використав його як натхнення для написання пісні. Деякі слова пісні співзвучні з сюжетом фільму «Горець», як-от: "«one prize, one goal» (укр. "одна ціль, одна нагорода"); «no mortal man» (укр. "жоден смертний не в силах перемогти в цей день"); і «there can be only one» (укр. "виживе лише один"). На обкладинці синглу — зображення персонажу фільму Кургана, якого зіграв Кленсі Браун.

### Композиція
Роджер Тейлор написав пісню, що спочатку з'явилася у фільмі «Горець». Браян Мей описав оригінальну версію пісні як «досить похмуру та важку». До альбомної версії Фредді Мерк'юрі створив нову лінію бас-гітари, вніс інструментальні перерви, і змінив порядок пісні, щоб вона краще підходила для чартів. Версія «A Kind of Magic», яку створив Тейлор, не мала офіційного релізу, доки її не включили до додаткового EP для спеціального видання альбому 2011 року.

## Живі виступи
У «The Magic Tour», що став останнім туром «Queen» за участю Фредді Мерк'юрі, який помер у 1991 році, ця пісня стала улюбленицею глядачів.
Роджер Тейлор часто включав пісню у списки для сольного виконання, і співав її також зі своїм гуртом «The Cross». Під час туру «Rock the Cosmos Tour» по Європі на деяких концертах Тейлор виконував вокальну партію пісні.

## Музичне відео
Музичне відео для цієї пісні зняв Рассел Малкехі, режисер фільму «Горець». У відео Браян Мей не грав на своїй знаменитій гітарі Red Special, натомість зіграв на її копії 1984 року. У відеоролику Мерк'юрі в одязі чарівника заходить в покинутий театр («Театр Плейхауз» в Лондоні), де Мей, Тейлор та Джон Дікон (всі одягнені як звичайні волоцюги) сплять, поки не прокинуться від появи Мерк'юрі. Мерк'юрі перетворює волоцюг на членів гурту «Queen», у звичному одязі та зі звичними музичними інструментами, потім вони знову стають волоцюгами, коли він виходить. Впродовж кліпу анімаційні герої, створені компанією «The Walt Disney», танцюють в такт пісні. Як згадував пізніше Мей, театр був старим і занедбаним, без центрального опалення, тому під час березневого знімання гурт добряче змерз.

## Вплив
Сингл отримав платинову сертифікацію у Бразилії, де нарахували понад 100 тис. цифрових завантажень пісні. На сайті Last.fm пісня має понад 48 тис. прослуховувань, і посідає 16-те місце з-поміж найбільш прослуховуваних пісень «Queen».
У збірках «Queen» «The Platinum Collection», «Classic Queen» та «Greatest Hits II»необґрунтовано написано, що ця пісня досягла 1-ї позиції у чартах 35-ти країн по світу, хоча вона стала «номером один» лише в Іспанії у 1986 році, більше, і це єдина країна, де вона очолила чарти.
Акторка музичного театру Елейн Пейдж записала цю пісню для альбому з кавер-версіями «Queen» «The Queen Album» у 1988 році.

## Музиканти
- Фредді Мерк'юрі — вокал, бек-вокал, синтезатор;
- Браян Мей — електрогітара;
- Роджер Тейлор — ударні, бек-вокал;
- Джон Дікон — бас-гітара.

## Чарти
| Чарт (1986)                        | Позиція |
| ---------------------------------- | ------- |
| Іспанія (Los 40 Principales)       | 1       |
| Велика Британія (UK Singles Chart) | 3       |
| Ірландія (Irish Singles Chart)     | 3       |
| Швейцарія (Schweizer Hitparade)    | 3       |
| Нідерланди (Nederlandse Top 40)    | 4       |
| Франція (SNEP)                     | 5       |
| Німеччина (Media Control Charts)   | 6       |
| Австралія (ARIA Charts)            | 6       |
| Австрія (Ö3 Austria Top 40)        | 12      |
| США (Billboard Hot 100)            | 42      |
| Канада (RPM)                       | 64      |

| Чарт (2013)         | Позиція |
| ------------------- | ------- |
| Словенія (SloTop50) | 32      |

| Чарт (2018)                     | Позиція |
| ------------------------------- | ------- |
| Польща (Polish Airplay Top 100) | 95      |

## Продажі і сертифікації
| Країна                                                      | Сертифікація | Продано  |
| ----------------------------------------------------------- | ------------ | -------- |
| Бразилія (Pro-Música Brasil)                                | Платина      | 100,000  |
| Велика Британія (BPI)                                       | Срібло       | 250,000* |
| *продаж + потокові дані, ґрунтуються тільки на сертифікації |              |          |